# Przedśpiew (Staff)
Przedśpiew – wiersz Leopolda Staffa z tomiku Gałąź kwitnąca (1908). Utwór wyraża filozoficzną postawę poety. Podmiot liryczny wypowiada słowa, że będzie głosić pochwałę egzystencji, mimo że poznał gorycz rozczarowań, cierpienia i troski. Odwołuje się przy tym do stwierdzenia Terencjusza „Jestem człowiekiem i nic, co ludzkie, nie jest mi obce”. Wiersz jest napisany parzyście rymowanym sylabicznym trzynastozgłoskowcem ze średniówką po sylabie siódmej.